# MJ Lenderman
MJ Lenderman, né Mark Jacob Lenderman le 4 février 1999 à Asheville, en Caroline du Nord est un auteur-compositeur-interprète et multi-instrumentiste américain.
Auteur de cinq albums solo depuis 2019, dont un album live, il est également guitariste et parfois chanteur du groupe Wednesday. Le style de Lenderman a été décrit comme de la country alternative, du country rock et du rock indépendant.

## Biographie

### Jeunesse et éducation
Lenderman naît à Asheville, en Caroline du Nord. Son arrière-grand-père était le saxophoniste Charlie Ventura. Il est élevé avec ses trois sœurs dans un milieu catholique, il officie notamment comme enfant de chœur. Passionné par le basketball, il passe des heures à visionner des cassettes de Michael Jordan, son idole. Il grandit dans un environnement où la musique joue un rôle central. Son père, un admirateur des Grateful Dead, l'expose dès son enfance à des groupes tels que Derek Trucks et Gov't Mule. Il commence à jouer de la guitare pendant ses premières années d'école primaire, développant un intérêt pour le rock indépendant et le punk à l'adolescence, lorsqu'il joue dans des groupes locaux à Asheville. Pendant ses années de lycée, il commence à publier ses premières compositions en solo sur Bandcamp, notamment en classe de première et de terminale. Il étudie ensuite à l'Université de Caroline du Nord à Asheville, où il reste inscrit pendant trois semestres.

### Carrière musicale

#### Débuts (2018-2021)
En 2018, Lenderman joue de la batterie pour l'artiste d'Asheville Indigo De Souza (en), sur ses albums I Love My Mom et Any Shape You Take. Cette même année, il rencontre Karly Hartzman, chanteuse du groupe Wednesday, et rejoint le groupe pour un EP intitulé How Do You Let Love Into the Heart That Isn't Split Wide Open.
En juillet 2019, il sort son premier album solo, l'homonyme MJ Lenderman, tout en travaillant pour un marchand de glaces pour subvenir à ses besoins.
En février 2020, alors âgé de 21 ans, Lenderman tourne avec Wednesday en tant que guitariste, mais la tournée est interrompue par la pandémie de COVID-19. Pendant cette période, bénéficiant de l'assurance chômage, il écrit les chansons qui composent son deuxième album Ghost of Your Guitar Solo, sorti en 2021.

#### Boat Songset notoriété grandissante (depuis 2022)
Son troisième album, Boat Songs, paraît en 2022 sur le label Dear Life Records. Il est son premier enregistrement effectué dans un studio professionnel. Il se classe parmi les meilleurs albums de l'année de nombreux magazines musicaux, dont Pitchfork, The A.V. Club et Stereogum. La percée de cet album auprès d'un public plus large permet à Lenderman de décrocher un contrat d'enregistrement avec le label Anti-. Ses premières publications pour le label en 2023 sont le 45 tours Rudolph B/W Knockin, et Live And Loose!, enregistré avec son groupe The Wind lors de deux concerts à Chicago et Los Angeles durant l’été 2023,.
En mars 2024, Lenderman contribue à l'album Tiger's Blood de Waxahatchee, prêtant sa voix et sa guitare, et figure comme artiste invité sur le premier single de l'album, Right Back To It. Il interprète cette chanson avec Waxahatchee dans l'émission The Late Show with Stephen Colbert.
Son album suivant, Manning Fireworks, sort en septembre 2024. Il est un grand succès critique et obtient notamment un score moyen de 88⁄100, sur la base de 22 critiques collectées, sur le site agrégateur de critiques Metacritic - ce qui le place à la 26e position des albums les mieux notés par la presse spécialisée anglo-saxonne en 2024, tous genres confondus. En septembre 2024, il en interprète le titre Wristwatch lors de l'émission de télévision The Tonight Show Starring Jimmy Fallon. Le mois suivant, il effectue un tournée européenne d'une dizaine de dates. En décembre 2024 à Los Angeles, il partage la scène avec le groupe Dinosaur Jr., pour interpréter leur chanson In a Jar à la guitare et au chant.

## Influences musicales
Sur le plan musical, Lenderman est fortement influencé par Neil Young, Will Oldham, Dinosaur Jr, Mark Linkous, Jason Molina et Drive By Truckers,.

## Discographie

### Albums studio
- MJ Lenderman (2019)
- Ghost of Your Guitar Solo (2021)
- Boat Songs (2022)
- Manning Fireworks (2024)

### Live
- Live And Loose! (2023)

### Singles et EP
- How Do You Let Love Into The Heart That Isn't Split Wide Open (2018, avec Wednesday)
- Guttering (2021, avec Wednesday)
- Rudolph B/W Knockin (2023)